# Stanisław Lipczyński
Stanisław Wiktoryn Lipczyński (ur. 12 listopada 1864 w Warszawie, zm. 8 czerwca 1940 tamże) – polski grawer, mistrz grawerstwa, działacz społeczno-zawodowy.

## Życiorys
Urodził się w rodzinie Wiktora i Marii z Kałuskich. Ukończył szkołę rzemieślniczą oraz kursy dokształcające i rysunku przy Muzeum Rzemiosł i Sztuki Stosowanej w Warszawie. Pracę rozpoczął w 1879. W 1890 założył pracownię grawerską przy ul. Marszałkowskiej 149. Wykonywał herby, ryngrafy, ordery, odznaki wojskowe, cywilne, sportowe, medale, monogramy, żetony, ozdoby na papierośnice i in. W pracowni praktykowali m.in. Edward Wittig, Władysław Domański, Władysław Miecznik.
Był jednym z założycieli Związku Rzemieślników Chrześcijan (1906), dwukrotnie jego prezesem  oraz członkiem honorowym. 
W 1917 członek Tymczasowej Rady Stanu, mianowany członkiem Rady Stanu w 1918, radny m.st. Warszawy, zastępca komendanta I okręgu Straży Obywatelskiej m. Warszawy w 1920. Członek Komisji Rzemieślniczych przy Zarządzie m.st. Warszawy, przewodniczący Koła Starszych i Podstarszych Zgromadzeń Rzemieślniczych. W latach 1916–1939  starszy Zgromadzenia Jubilerów, Złotników i Grawerów Warszawy. Członek Kuratorium Instytutu Naukowego Rzemieślniczego.
Dwukrotnie żonaty. Od 6 czerwca 1926 był mężem Jadwigi Juszczyk.
Został pochowany na cmentarzu Powązkowskim w Warszawie (kwatera 180-4-13,14).

## Ordery i odznaczenia
- Krzyż Kawalerski Orderu Odrodzenia Polski (30 kwietnia 1925)[6]
- Złoty Krzyż Zasługi (15 czerwca 1939)[7]
- Srebrny Krzyż Zasługi (20 września 1925)[8]
- Medal 3 Maja
- Krzyż Oficerski Orderu Korony Rumunii (Rumunia)
- Krzyż „Pro Ecclesia et Pontifice” (Stolica Apostolska)[1]